# Bartholomäus Cassaneus

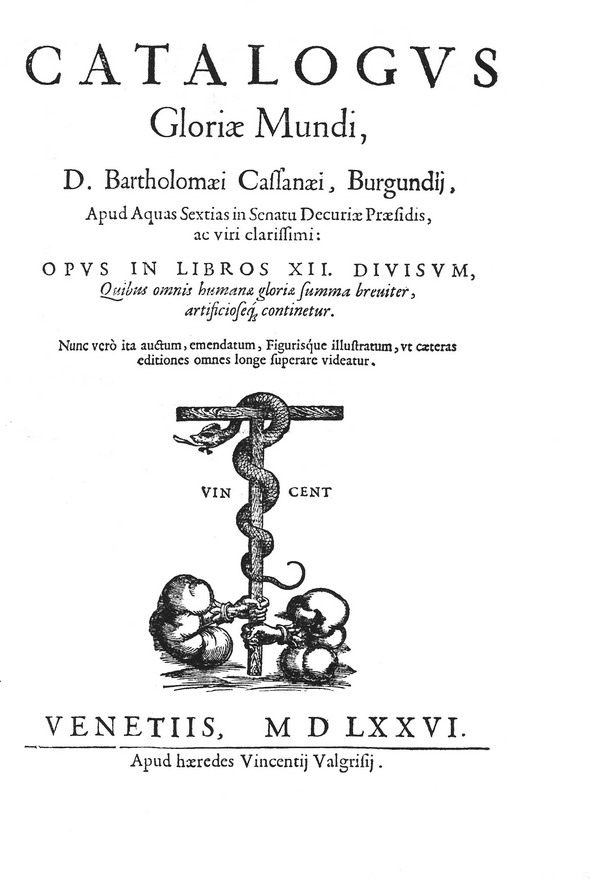
A Catalogus 1676-os velencei kiadásának címlapja

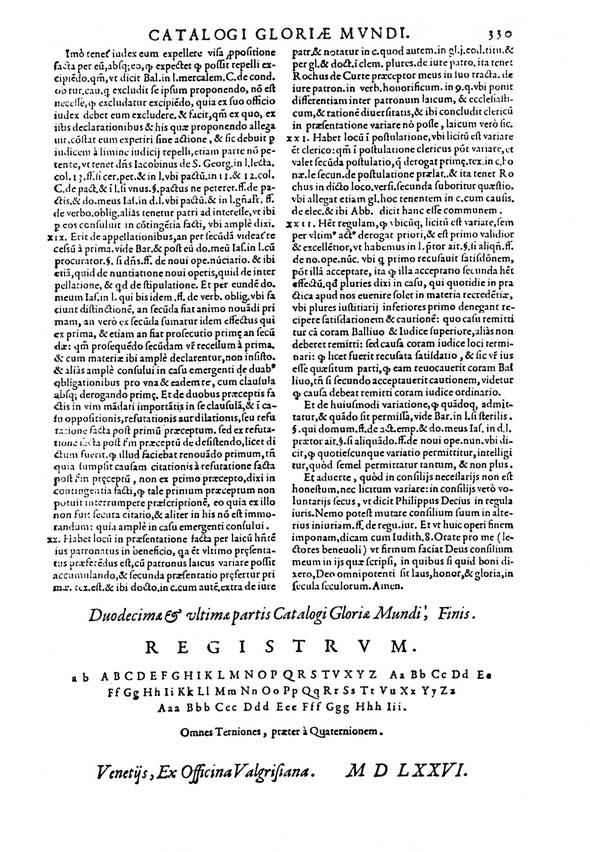
A Catalogus 1676-os velencei kiadásának egy lapja

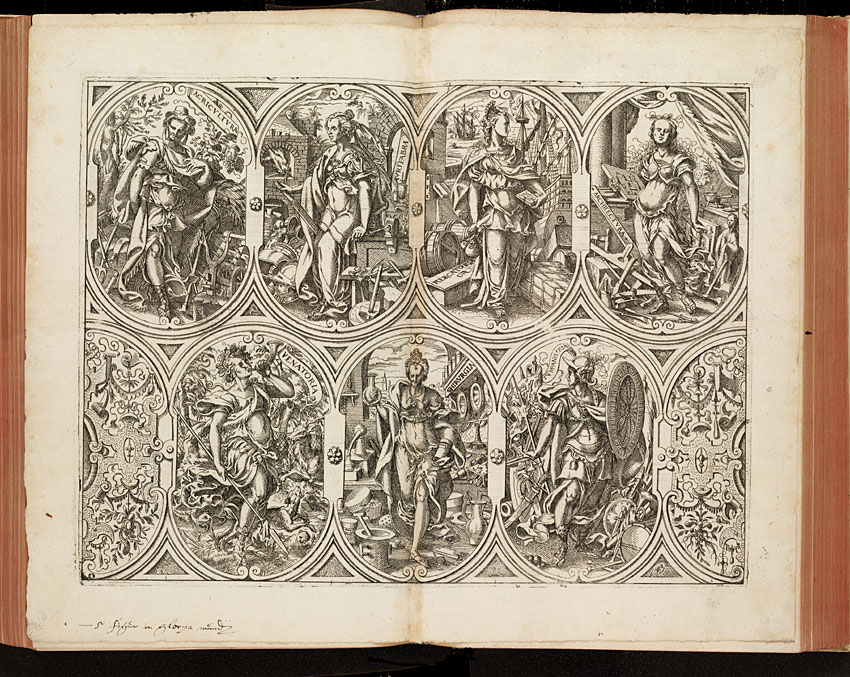
Illusztráció a mű 1579-es frankfurti kiadásból

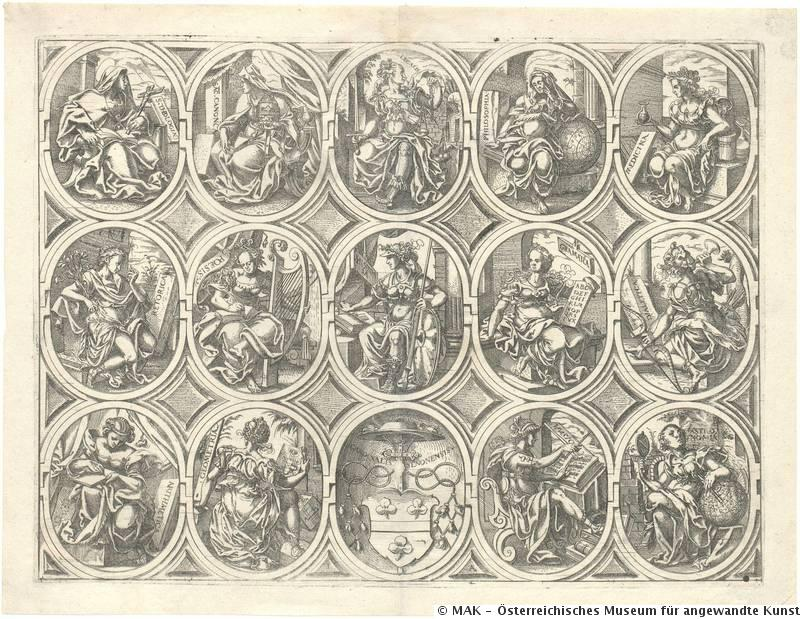
Illusztráció, a tudományok és a művészetek allegóriái, Jost Amman metszete, a mű 1579-es kiadásából

Bartholomäus Cassaneus (Issy-l’Évêque, 1480 augusztusa – Aix-en-Provence, 1542) burgundiai származású francia jogász, heraldikus.
Neve előfordul Cassaneus Bertalan, Bartolomeus Cassaneus, Bartholomaeus Cassaneus, Barthélemy de Chasseneuz, Barthelemy de Chassenée, Bartholm Chasseneux, Chassanæus, Chassanaeus, Hassanaus, Bartholomew Cassaneus vagy Chassaneus alakban is.

## Élete
Anyja révén autuni származású volt. Tanulmányait Dôle és Poitiers egyetemein kezdte, majd 1497-től a torinói és 1499-től a paviai egyetemen jogot tanult, ahol 1502 februárjában doktori címet szerzett közjogból és kánonjogból. Milánóban Robert de Pardines jogászkapitány asszesszora lett. Az 1506-os milánói pestisjárvány miatt februárban visszatért Autunba, ahol két fivére, a Szent Lázár egyház kanonokainak ösztönzésére feleségül vette a Vitteaux-i származású Catherine Languet-t, akitől öt gyermeke származott. Burgundiai pályáját Guy Moreau királyi ügyvédnél kezdte. 1531. május 17-én Párizsban parlamenti tanácsos, majd a provencei (Aix-en-Provence) parlament első elnöke. Részt vett a valdensek üldözésében és 1533-ban együttműködött a hírhedt inkvizítorral, Jean de Romával. Elnöksége alatt az Aix-i parlament sújtotta herézis miatt első ízben kollektív halálbüntetéssel egy falu, Arrêt de Mérindol teljes lakosságát. Cassaneus ezt megelőzően közzétett egy értekezést a rovarok elítéléséről és megbüntetéséről a termés elpusztítása miatt, mely beleilleszkedik a középkori hasonló témájú, ma már paradoxnak tűnő művek sorába.
Catalogus de gloriae mundi (1529) című művére Bartolo de Sassoferrato volt nagy hatással. A címertannal az első rész 38. értekezése foglalkozik száz pontban. Ez ötven címer és heraldikai ábrázolás fametszetét is tartalmazza. Kísérletet tett a francia és a német címerelméleti irányzat egyesítésére, mely ezen címertani terület addigi legátfogóbb munkája volt. Megkísérelte a nehézkes német és a világos és pontosan meghatározott francia nevezéktan egyesítését is, mely Clément Prinsault óta máig ugyanazon az alapon áll. A heroldhivatal megszűnése miatt hanyatló német címerleírás számára is rendkívül hasznos munka volt. Németországban rendkívüli módon elterjedt. Kétszáz év alatt majdnem húsz kiadást ért meg, ebből csak Frankfurtban négy jelent meg. Művét Ortelius térképe is idézte.

## Művei
- Commentaria in consuetudines ducatus Burgundiæ principaliter et totius fere Galliæ consecutive. Lyon 1517.
- Chasseneuz, Barthélemy de, Commetaria Bartholomei de Chasseneux, iuriu doctoris, Advocatiregy seu fisealis Heduen. In Consuetudines Ducatus Burgūdie principaliter et totius fere Gallie. – (Lugduni), (1517)
- Barthélémy de Chasseneux, Repertorium consiliorum domini Bartholomei de Chasseneuz. Index consiliorum… Bartholomei de Chasseneuz… – [Lyon] M. D. XXXI., 1531 : Imprimebantur in frequentissimo Lugduni emporio M. D. XXXI. Symon Vincentius impensam fecit. Dionysius de Harsy typos et operas locavit). – [16]-147-[1] f. : ill. gr. s. b. ; 2ø.
- Chasseneuz, Barthélemy de, Consilia. – Hac postrema editione pristino candori resituta, multisque, quibus antea scatebant erroribus, repurgata. – Lugduni : Vincentius, 1588
- Chasseneuz, Barthélemy de, Consilia … ; Angeb ; Consuetudines ducatus Burgundiae fereque totius Galliae – 1647
- Chasseneux, Barthélemy de, Consuetudines Ducatus Burgundiae, fereque totius Galliae, per Bartholomaeum à Chassenaeo commentariis … illustratae, summáque diligentia & labore recognitae: acc. index. – Parisiis : Oudin Petit, 1548
- Chasseneuz, Barthélemy de, In Consvetvdines Dvcatvs Bvrgvndiae, Feréque totius Galliæ, Commentarii amplissimi : quos summa fide & quam maxima fieri portuit diligentia illustranimus & a mendis quamplurimis repuraganimus. – Parisiis : Porta, 1552
- Chasseneuz, Barthélemy de, Consvetvdines Dvcatvs Bvrgvndiae, Fereqve Totivs Galliae. Commentariis D. Bartholomæi a Chassenæo, vt amplissimis, ita doctissimis illustratæ, summaque diligentia & labore recognitæ. Acceßit Index locupletißimus, summa fide pristino mitori restitutus. – Lugduni : Vincentius, 1552
- Chasseneux, Bartélémy (Chasseneuz, Chasseneo): Catalogus gloriae mundi. Lyon, Dionysius de Harsy metszeteivel Simon Vincentius számára. 1529
- Három velencei kiadása: B. Cassaneus, Catalogus gloriae mundi, Apud To. Vincentium, Lugduni 1546
  - Bartholomaeus Cassaneus, Catalogus gloriae mundi, Venezia 1569, per i tipi del Valgarisi
  - és: Catalogus gloriae mundi. Opus in libros XII divisum. Venetiis, 1571, apud Vicentium Valgrisium  (néha évesen 1751)
- Chasseneuz, Barthélemy de, Catalogo gloriae mvndi lib. XII – 1666
- Chasseneuz, Barthélemy de.  IV. Bartholomaevs Cassanaevs: Catalogo gloriae mvndi lib. XII- 1702
- Kölni kiadása a magyarországi jezsuita könyvtárak katalógusából: Bartholomaei Chassanaei, Catalogus gloriae mundi, seu dignitatibus, honoribus et excellentij creaturarum. Coloniae Allobrogum 1617. in fol. membrana alba margine viridj

Digitalizált változatai: 1571,  1576:, 1617:, 1649: